# Luis Navarro
Luis Obdulio Arroyo Navarro, OFS (21. června 1950, Los Amates – 1. července 1981, tamtéž) byl guatemalský mechanik, řidič, římskokatolický katecheta a františkánský terciář, zastřelený skupinou atentátníků. Katolická církev jej uctívá jako blahoslaveného mučedníka.

## Život

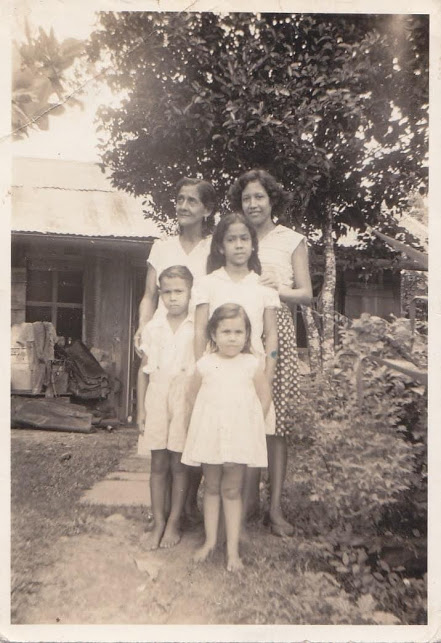
Bl. Luis Navarro (vlevo) jako dítě spolu se svou matkou a sestrami

Narodil se dne 21. června 1950 v guatemalské obci Los Amates, poblíž archeologického naleziště Quiriguá. Nejprve pracoval jako mechanik v Puerto Barrios a později jako řidič ve své rodné obci. Roku 1976 vstoupil do Sekulárního františkánského řádu. Vyučoval také katechismus.
Později se seznámil s františkánským knězem bl. Marcellem Maruzzem, se kterým poté spolupracoval. Dne 1. června 1981 večer byl při setkání s ním v Los Amates zastřelen skupinou atentátníků. Jejich cílem však bylo zabít Marcella Maruzza, který již v minulosti několikrát obdržel výhružné dopisy.

## Úcta
Beatifikační proces jeho a jeho společníka Marcella Maruzza započal dne 10. listopadu 2005. Dne 9. října 2017 podepsal papež František dekret o jejich mučednictví.
Blahořečen pak byl spolu se svým společníkem dne 27. října 2018 v guatemalské obci Morales. Obřadu předsedal jménem papeže Františka kardinál Giovanni Angelo Becciu.
Jeho památka je připomínána 1. července.